# Shaheen (misil)
El Shaheen-I (urdu: شاہين-ا ; nombre en clave oficial: Hatf-IV Shaheen), es un misil balístico tierra-tierra supersónico y de corto a medio alcance con base en tierra paquistaní diseñado y desarrollado conjuntamente por la empresa conjunta de NESCOM y el Complejo de Defensa Nacional (NDC).
Está dedicado y lleva el nombre de una especie de halcón que se encuentra en las montañas de Pakistán. El Shaheen I también se denomina Hatf IV.